# Mengen
Mengen (pronunciación en alemán: /ˈmɛŋən/ⓘ) es una ciudad alemana perteneciente al distrito de Sigmaringa, en el Estado federado de Baden-Wurtemberg, junto con sus cinco barrios: Beuren, Blochingen, Ennetach, Rosna y Rulfingen.

## Historia
Villa de la Austria Anterior, resistió el 18 de mayo de 1632 un ataque sueco, durante la guerra de los Treinta Años. En 1806 el Tratado de Presburgo la concedió al Reino de Wurtemberg.